# 이 편지를 읽을 때
이 편지를 읽을 때(Quand Tu Liras Cette Lettre, When You Read This Letter)는 이탈리아에서 제작된 장 피에르 멜빌 감독의 1953년 영화이다. 다니엘 카우치 등이 주연으로 출연하였고 장 피에르 멜빌 등이 제작에 참여하였다.

## 출연

### 주연
- 다니엘 카우치

### 조연
- 줄리엣 그레코
- 필리프 레마르
- 이본느 산손

## 제작진
- 미술: 로버트 기스